# (32809) Sommerfeld
Pour les articles homonymes, voir Sommerfeld.
(32809) Sommerfeld est un astéroïde de la ceinture principale.

## Description
(32809) Sommerfeld est un astéroïde de la ceinture principale. Il fut découvert le 10 octobre 1990 à Tautenburg par Freimut Börngen et Lutz Dieter Schmadel. Il présente une orbite caractérisée par un demi-grand axe de 2,99 UA, une excentricité de 0,09 et une inclinaison de 8,4° par rapport à l'écliptique.

## Compléments